# Cabeço do José Moinho
O Cabeço do José Moinho é uma elevação portuguesa de origem vulcânica localizada no concelho da Madalena, ilha do Pico, arquipélago dos Açores.
Este acidente geológico tem o seu ponto mais elevado a 804 metros de altitude acima do nível do mar e encontra-se nas proximidades do Cabeço António da Costa, do Cabeço Gordo, do Cabeço do Tamusgo, da Testada Nova e da gruta vulcânica denominada Furna de Frei Matias.